# Starlink
Starlink – telekomunikacyjny system satelitarny obsługiwany przez Starlink Services, LLC, spółkę zależną będącą w całości własnością amerykańskiej firmy SpaceX, zapewniając zasięg w 105 państwach. Głównym celem działania systemu jest dostarczanie łączności internetowej na całym świecie.
SpaceX rozpoczęło budowę konstelacji Starlink w 2019 roku. Według stanu na styczeń 2025 roku cały system składa się z ponad 6800 sztucznych satelitów orbitujących na niskiej orbicie okołoziemskiej, które komunikują się z wyznaczonymi naziemnymi nadajniko-odbiornikami. Planowana wielkość konstelacji obejmuje prawie 12 000 satelitów, z możliwością późniejszego rozszerzenia do 32 000. SpaceX ogłosiło osiągnięcie ponad 1 miliona klientów sieci Starlink w grudniu 2022 roku oraz 3 milionów w maju 2024 roku. Wszystkie satelity są wyposażone w silniki Halla, które umożliwiają im podnoszenie orbity oraz deorbitację pod koniec czasu ich funkcjonowania. Są również zaprojektowane tak, aby autonomicznie unikać kolizji z kosmicznymi śmieciami w oparciu o przesyłane dane.
W maju 2018 roku SpaceX oszacowało, że całkowity koszt zaprojektowania, budowy i rozmieszczenia konstelacji Starlink wyniesie co najmniej 10 miliardów dolarów.
Starlink jest szeroko wykorzystywany w Ukrainie podczas inwazji Rosji na Ukrainę, zarówno przez użytkowników indywidualnych, jak i w formie kontraktu z Departamentem Obrony Stanów Zjednoczonych.  Powstały w 2022 roku, Starshield jest militarną wersją systemu Starlink, który jest przeznaczony wyłącznie do użytku rządowego.
Astronomowie wyrazili obawy dotyczące wpływu konstelacji Starlink na obserwację naziemną. SpaceX podjęło próbę złagodzenia obaw związanych z zanieczyszczeniami astronomicznymi za pomocą zmniejszenia jasności satelitów poprzez redukcję odbijanego od nich światła.

## Historia

### Początki
Pierwsze koncepcje konstelacji satelitarnych orbitujących na niskiej orbicie okołoziemskiej powstały w połowie lat 80. XX wieku. Wtedy też w ramach Inicjatywy Obrony Strategicznej powstał projekt Brilliant Pebbles, w ramach którego powstałby kosmiczny system obrony antybalistycznej, który byłby używany w celu przechwytywania wrogich pocisków balistycznych. W latach 90. XX wieku powstało kilka komercyjnych konstelacji satelitarnych wykorzystujących około 100 sztucznych satelitów, takich jak Celestri, Teledesic, Iridium i Globalstar. Większość z tych inicjatyw zbankrutowała w trakcie bańki internetowej, głównie z powodu bardzo wysokich kosztów utrzymania konstelacji w tamtym czasie.
W 2004 roku Larry Williams, wiceprezes SpaceX ds. relacji strategicznych i były wiceprezes programu „Internet in the sky” organizowanego przez firmę Teledesic, otworzył biuro SpaceX w Waszyngtonie. W czerwcu 2004 SpaceX nabyło udziały w Surrey Satellite Technology, które pracowało w tym czasie nad projektem umożliwienia dostępu do Internetu w przestrzeni kosmicznej. Udziały SpaceX zostały jednak ostatecznie odsprzedane EADS Astrium w 2008 roku, po tym jak firma zaczęła koncentrować się na nawigacji i obserwacji Ziemi.
Na początku 2014 roku Elon Musk i Greg Wyler wspólnie planowali konstelację około 700 satelitów o nazwie WorldVu, która byłaby ponad 10 razy większa od największej wówczas konstelacji satelitów Iridium. Jednak plany te zostały anulowane w czerwcu 2014 roku, a SpaceX zamiast tego złożyło wniosek do Międzynarodowego Związku Telekomunikacyjnego za pośrednictwem Norweskiego Urzędu Komunikacji pod nazwą STEAM. Ostatecznie jednak SpaceX potwierdziło projekt Starlink, składając wniosek o licencję na niego w Federalnej Komisji Łączności w 2016 roku. SpaceX zastrzegło w Stanach Zjednoczonych nazwę „Starlink” dla swojej konstelacji satelitarnej. Nazwa została zainspirowana powieścią pt. "Gwiazd naszych wina" z 2012 roku.

### Faza projektowa (2015–2016)

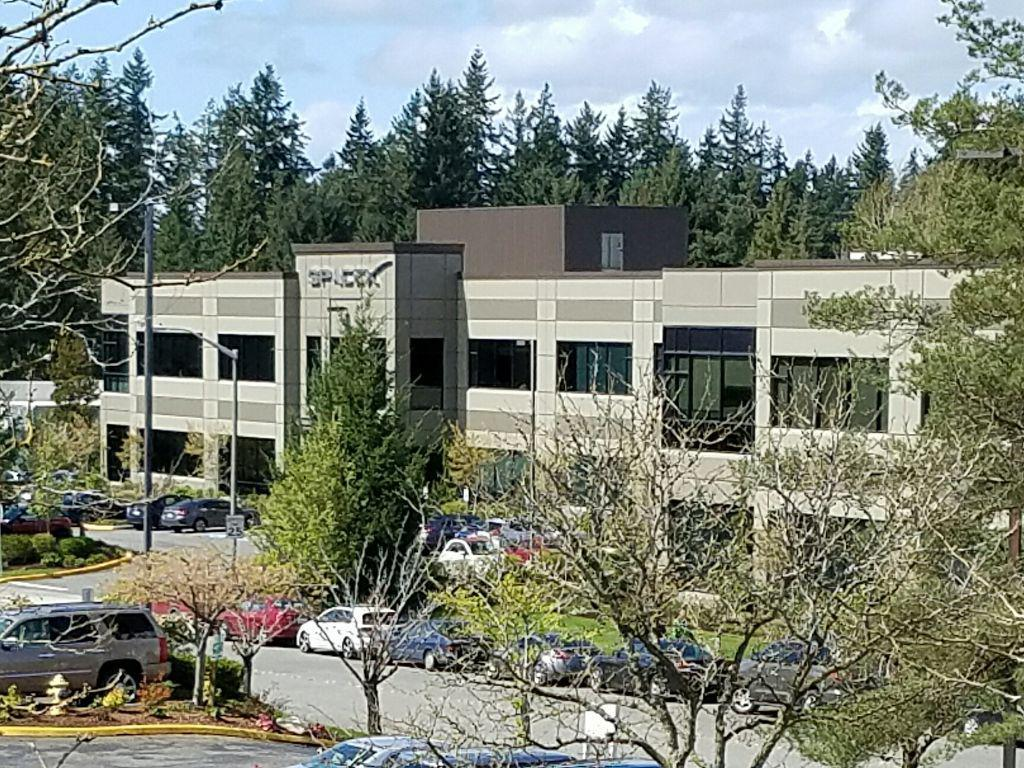
Ośrodek rozwoju sztucznych satelitów w Redmond, należący do SpaceX

Starlink został publicznie ogłoszony w styczniu 2015 roku, wraz z otwarciem ośrodka rozwoju sztucznych satelitów w Redmond należącego do SpaceX. Podczas otwarcia Elon Musk stwierdził, że na całym świecie nadal istnieje znaczne zapotrzebowanie na tani dostęp do szerokopasmowego Internetu, stwierdził także, że Starlink mógłby zapewnić przepustowość pozwalającą na przenoszenie do 50% całego ruchu internetowego i do 10% lokalnego ruchu internetowego w miastach z dużą gęstością zaludnienia. Ponadto oznajmił, że dochód Starlinka będzie niezbędny do sfinansowania długoterminowych planów SpaceX związanych z Marsem.
W sierpniu 2018 roku SpaceX przeniosło się do większego budynku w Redmond Ridge Corporate Center, aby móc wesprzeć projektowanie konstelacji satelitarnej Starlink, a także by móc tam prowadzić prace badawczo-rozwojowe. W lipcu 2016 SpaceX nabyło dodatkową przestrzeń kreatywną o powierzchni 740 m² w Irvine w stanie Kalifornia. Biuro w Irvine obejmowało projektowanie przetwarzania sygnałów RFIC i rozwój specjalizowanych układów scalonych dla konstelacji Starlink.
Do października 2016 dział satelitarny SpaceX koncentrował się na redukcji kosztów, a prezes SpaceX Gwynne Shotwell powiedziała wówczas, że projekt konstelacji Starlink pozostaje w fazie projektowej, ponieważ „firma stara się rozwiązać kwestie związane z kosztem jego użytkowania”.

### Początek fazy rozwoju (2016–2019)

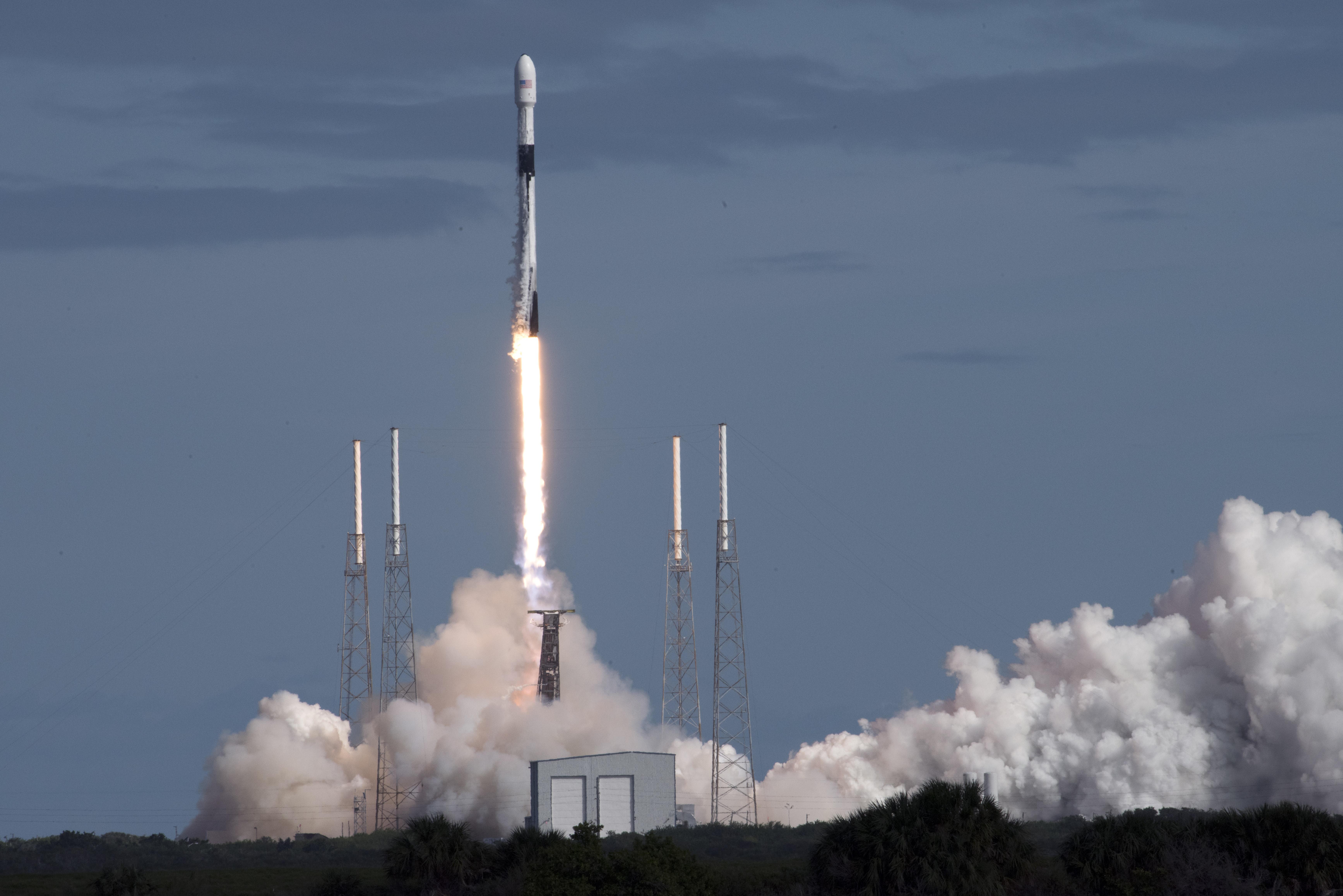
Rakieta Falcon 9 startuje z Cape Canaveral Space Force Station, dostarczając 60 satelitów Starlink na orbitę okołoziemską, 11 listopada 2019 roku.

W listopadzie 2016 roku SpaceX złożyło wniosek do Federalnej Komisji Łączności w sprawie „systemu satelitarnego na orbicie niegeostacjonarnej w usłudze stałej łączności satelitarnej z wykorzystaniem pasma Ku i pasma Ka”. We wrześniu 2017 roku Federalna Komisja Łączności orzekła, że połowa konstelacji musi znaleźć się na orbicie w ciągu sześciu lat, aby spełnić warunki licencji, podczas gdy cały system powinien znaleźć się na orbicie w ciągu dziewięciu lat od daty wydania licencji.
W marcu 2018 roku Federalna Komisja Łączności przyznała SpaceX zgodę na początkowe wystrzelenie 4425 satelitów pod pewnymi warunkami, ponieważ SpaceX było zmuszone uzyskać oddzielną zgodę od Międzynarodowego Związku Telekomunikacyjnego. Federalna Komisja Łączności poparła wniosek NASA, który wymagał 
od SpaceX osiągnięcia jeszcze wyższego standardu deorbitacji niż standard, który NASA wcześniej stosowała u siebie.
W maju 2018 roku SpaceX spodziewało się, że całkowity koszt rozwoju i budowy konstelacji Starlink zbliży się do 10 miliardów dolarów. W połowie 2018 roku SpaceX zreorganizował swój ośrodek rozwoju sztucznych satelitów w Redmond i zwolnił kilku jego członków kierownictwa.

### Pierwsze testy (2019–2020)
Po wystrzeleniu dwóch satelitów testowych w lutym 2018 roku, pierwsza partia 60 operacyjnych satelitów Starlink została wystrzelona w maju 2019 roku. Pod koniec 2019 roku SpaceX przenosiło swój dział satelitarny z badań i przyszłego rozwoju na produkcję z planowanym pierwszym wystrzeleniem dużej grupy sztucznych satelitów na orbitę okołoziemską i wyraźną potrzebą osiągnięcia średniego tempa wysyłania nowych satelitów Starlink co miesiąc, przez okres następnych 60 miesięcy, aby móc uruchomić 2200 satelitów w celu ich obsługi zgodnie z wcześniej uzyskaną licencją od Federalnej Komisji Łączności. SpaceX poinformowało, że dotrzyma terminu, w którym połowa konstelacji znajdzie się na orbicie w ciągu sześciu lat od ich autoryzacji, a cały planowany system satelitarny Starlink znajdzie się w przestrzeni kosmicznej w ciągu dziewięciu lat.
W lipcu 2020 roku usługa internetowa Starlink w wersji beta została otwarta dla zaproszonych osób. Zaproszone osoby musiały podpisać umowy o zachowaniu poufności, a opłata za testowanie usług wynosiła tylko 2 dolary miesięcznie. W październiku 2020 roku uruchomiono znacznie szerszą publiczną wersję beta, w której testerzy byli obciążani pełnym miesięcznym kosztem i mogli swobodnie wypowiadać się na temat Starlinków. Testerzy  zgłosili prędkość Internetu ponad 150 Mb/s, powyżej zakresu ogłoszonego dla publicznych testów beta.

### Usługa komercyjna (2021–obecnie)

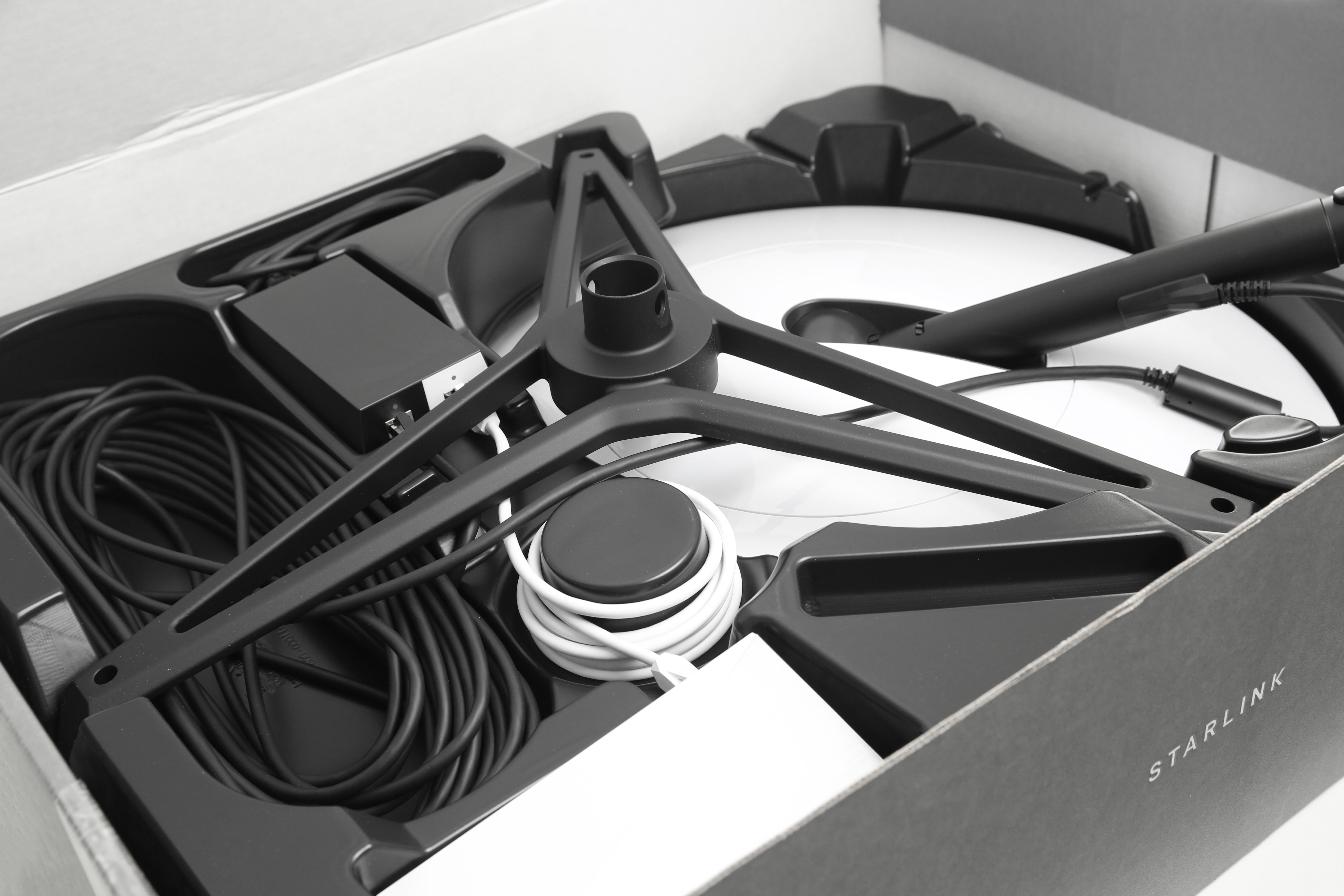
Terminal Starlink z dołączoną anteną na początku 2021 roku

Zakup pierwszych terminali dostępowych do sieci Starlink został umożliwiony w Stanach Zjednoczonych i Kanadzie na początku 2021 roku. Federalna Komisja Łączności przyznała wcześniej SpaceX dotacje w wysokości 885,5 miliona dolarów na wsparcie wiejskich klientów usług szerokopasmowych w 35 różnych stanach za pośrednictwem sieci Starlink, jednak dotacja została cofnięta w sierpniu 2022 roku, a Federalna Komisja Łączności stwierdziła, że Starlink „nie wykazał swojej zdolności do świadczenia obiecanej usługi”. SpaceX odwołało się później od tej decyzji, twierdząc, że spełnił lub przewyższył wszystkie wymagania, które istniały w trakcie wypełniania celu dotacji i że Federalna Komisja Łączności stworzyła „nowe standardy, których żaden oferent nie mógł dziś spełnić”. W grudniu 2023 roku, po drugim nieudanym zintegrowanym locie testowym rakiety Starship, Federalna Komisja Łączności formalnie odrzuciła odwołanie SpaceX, ponieważ, według Komisji, Starlink nie wykazał, że jest w stanie spełnić wymagania potrzebne do uzyskania dotacji.
W marcu 2021 roku SpaceX złożyło wniosek do Federalnej Komisji Łączności o ogólną licencję zezwalającą na użytkowanie mobilnej odmiany terminala sieci Starlink, który miałby zostać przeznaczony dla pojazdów, statków i samolotów. W czerwcu tego samego roku firma złożyła wniosek do Federalnej Komisji Łączności o wykorzystanie mobilnych nadajniko-odbiorników Starlink na rakietach nośnych lecących na orbitę okołoziemską, po wcześniejszym przetestowaniu prototypowego wykorzystania na dużej wysokości w maju 2021 roku.
W 2022 roku SpaceX ogłosił start usługi Starlink Business, która zapewnia większą antenę o wyższej przepustowości i prędkości Internetu od 150 do 500 M/s przy koszcie 2500 dolarów za antenę i 500 dolarów miesięcznej opłaty za usługę. W sierpniu 2022 roku, Federalna Komisja Łączności zatwierdziła użytkowanie usługi Starlink na łodziach, samolotach i poruszających się pojazdach, a sama produkcja terminali Starlink w tym czasie została opóźniona przez globalny niedobór półprzewodników, których produkcja po pewnym czasie wróciła do normy.
1 grudnia 2022 roku Federalna Komisja Łączności wydała zgodę na wystrzelenie 7500 satelitów Starlink przeznaczonych dla drugiej generacji konstelacji w trzech powłokach orbitalnych na niskiej orbicie okołoziemskiej na wysokości 525, 530 i 535 kilometrów. Ogólnie rzecz biorąc, SpaceX wnioskowało o wystrzelenie aż 29 988 satelitów drugiej generacji, w tym około 10 000 w powłokach orbitalnych znajdujących się na wysokości od 525 do 535 km, plus około 20 000 satelitów znajdujących się w powłokach na wysokości od 340 do 360 km i prawie 500 w powłokach orbitalnych na wysokości od 604 do 614 km. Federalna Komisja Łączności zauważyła, że nie jest to wzrost zatwierdzonych satelitów na orbicie dla SpaceX, ponieważ SpaceX nie planuje już rozmieszczenia 7518 satelitów na wysokości 340 km, dla których wcześniej wydano zgodę.
Napięcia między Brazylią a przedsięwzięciami biznesowymi Elona Muska nasiliły się w 2024 roku, gdy krajowy regulator telekomunikacyjny Anatel zagroził nałożeniem sankcji na Starlink po tym, jak brazylijski sąd najwyższy podtrzymał blokadę serwisu społecznościowego X. Prezydent Brazylii Luiz Inácio Lula da Silva poparł tę decyzję, powołując się na rolę serwisu społecznościowego X w szerzeniu nienawiści i dezinformacji podważających brazylijską demokrację. Sędzia Alexandre de Moraes zamroził konta Starlink, a Starlink odmówił wykonania nakazu zablokowania krajowego dostępu do serwisu społecznościowego X, ryzykując utratę licencji na prowadzenie działalności w Brazylii.
Począwszy od lipca 2024 roku SpaceX rozpocząło testy konstelacji Starlink we współpracy z rumuńskim Ministerstwem Obrony Narodowej i Krajowym Urzędem Administracji i Regulacji Łączności (ANCOM). Testy te mają na celu wykazanie, że limit równoważnej gęstości strumienia mocy może zostać bezpiecznie zwiększony, poprawiając w ten sposób prędkość i obszar zasięgu satelitów należących do konstelacji Starlink bez wpływu na satelity znajdujące się na orbicie geostacjonarnej. Wyniki tych testów zostaną wykorzystane do zmiany zasady dotyczącej limitów dla satelitów niegeostacjonarnych ustalonej przez Międzynarodowy Związek Telekomunikacyjny.
Wall Street Journal doniósł w październiku 2024 roku, że Elon Musk był w regularnym kontakcie z prezydentem Federacji Rosyjskiej Władimirem Putinem i innymi wysokimi rangą rosyjskimi urzędnikami państwowymi od końca 2022 roku, omawiając z nimi między innymi tematy osobiste, biznesowe i geopolityczne. Gazeta doniosła także, że Putin poprosił Muska, aby unikał aktywacji systemu Starlink nad Tajwanem, aby uspokoić sekretarza generalnego Komunistycznej Partii Chin Xi Jinpinga. Doniesiono także, że rozmowy były ściśle strzeżoną tajemnicą ze względu na zaangażowanie Muska w promowanie kandydatury Donalda Trumpa na prezydenta Stanów Zjednoczonych. W rozmowie telefonicznej z prezydentem Ukrainy Wołodymyrem Zełenskim w listopadzie 2024 roku, Elon Musk powiedział, że nadal będzie wspierał Ukrainę za pośrednictwem konstelacji Starlink,  sfinansowanej w latach 2022-2024 przez Polskę w wysokości 323 mln zł na ponad 24,5 tys. terminali Starlink i ich abonament, które zostały przekazane Ukrainie.
SpaceX poprosiło swoich tajwańskich producentów terminali Starlink o przeniesienie ich produkcji za granicę, powołując się na obawy geopolityczne. Posunięcie to zostało zakwestionowane przez tajwański rząd i wywołało znaczny gniew ze strony tajwańskiej opinii publicznej.
W listopadzie 2024 roku SpaceX zaproponowało konstelację satelitów Starlink znajdujących się na orbicie areocentrycznej. Konstelacja została nazwana „Marslink”, a zaproponowany system byłby w stanie zapewnić przepustowość ponad 4 Mb/s między Ziemią a Marsem.

## Usługa

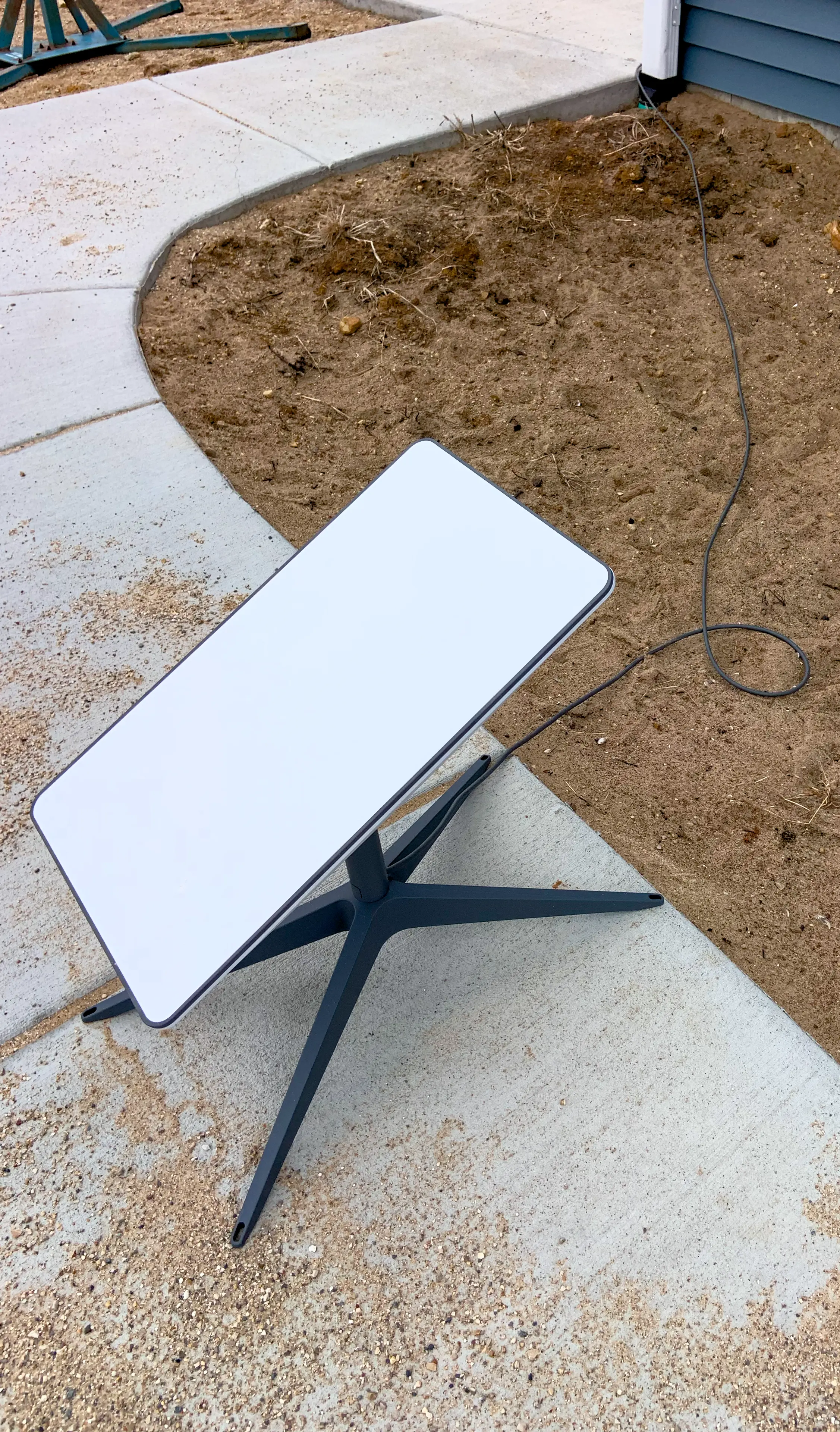
Antena Starlink postawiona na chodniku

### Internet satelitarny
Starlink zapewnia satelitarną łączność internetową w słabo rozwiniętych obszarach na Ziemi, a także posiada konkurencyjne ceny w bardziej zurbanizowanych obszarach.

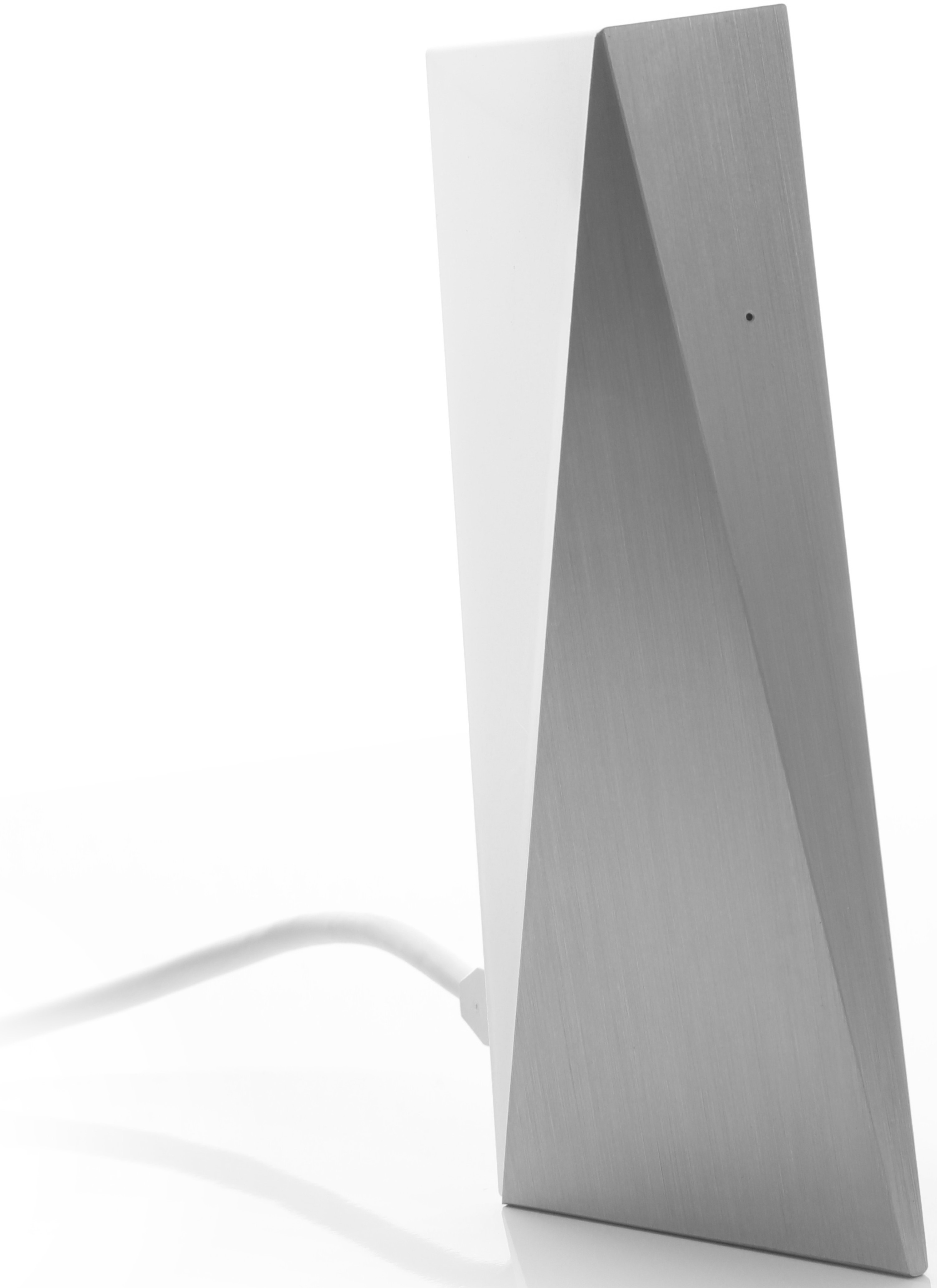
Router konstelacji Starlink

W Stanach Zjednoczonych w momencie uruchomienia usługi Starlink, pobierano jednorazową opłatę w wysokości 599 dolarów za terminal przeznaczony dla użytkownika, a także abonamentem w wysokości 120 dolarów miesięcznie za sam dostęp do usługi internetowej. Zapłacenie dodatkowych 25 dolarów miesięcznie pozwala użytkownikowi na przeniesienie terminala poza stałą lokalizację jednak prędkość usługi zostaje obniżona w porównaniu do użytkowników stacjonarnych. Użytkownicy stacjonarni powinni uzyskać przepustowość od 50 do 150 Mbit/s i opóźnienia od 20 do 40 ms, jednak badanie wykazało, że użytkownicy osiągnęli średnią prędkość pobierania na poziomie 90,55 Mbit/s w pierwszym kwartale 2022 roku, która spadła do 62,5 Mbit/s w drugim kwartale 2022 roku. Wersja usługi o większej prędkości o nazwie Starlink Business reklamuje prędkości od 150 do 500 Mbit/s w zamian za droższy terminal o wartości 2500 dolarów i comiesięczną opłatę w wysokości 500 dolarów. Usługa o nazwie Starlink Maritime stała się dostępna w lipcu 2022 roku, zapewniając dostęp do Internetu na otwartym oceanie, z prędkością 350 Mbit/s, wymagającą zakupu terminala klasy morskiej o wartości 10 000 dolarów i comiesięcznej opłaty za usługę w wysokości 5 000 dolarów.
W sierpniu 2022 roku SpaceX obniżyło miesięczne koszty usługi dla użytkowników w wybranych krajach, przykładowo użytkownicy w Brazylii i Chile odnotowali spadek miesięcznego abonamentu o około 50%. 
Według firmy analitycznej Ookla, prędkość Starlinka spadła w pierwszej połowie 2022 roku, gdy więcej klientów zapisało się do usługi. SpaceX poinformowało, że prędkości konstelacji Starlink poprawią się wraz z rozmieszczeniem większej liczby sztucznych satelitów.
We wrześniu 2023 roku, operator SES ogłosił usługę internetu satelitarnego dla statków pasażerskich, wykorzystującą zarówno satelity Starlink znajdujące się na niskiej orbicie okołoziemskiej, jak i własną konstelację satelitów O3b mPOWER znajdującej się na średniej orbicie okołoziemskiej. Usługa ma łączyć najlepsze cechy obu orbit tak, aby móc zapewnić szybką i bezpieczną łączność z prędkością do 3 Gb/s na statku pasażerskim w dowolnym miejscu na świecie. W lutym 2024 roku firma SES ogłosiła, że Virgin Voyages będzie pierwszą linią żeglugową, która wdroży tę usługę.

### Starshield
W grudniu 2022 roku SpaceX ogłosiło powstanie usługi Starshield, odrębnego systemu Starlink przeznaczonego dla podmiotów rządowych i agencji wojskowych. System jest kontrolowany przez United States Space Force i spełnia wymogi niedostępne w cywilnym systemie Starlink takie jak szyfrowanie na poziomie wojskowym czy przeciwdziałanie zagłuszaniu. Oprócz możliwości komunikacji, satelity Starshield posiadają dodatkowe zdolności takie jak śledzenie celu, rozpoznanie optyczne i radiowe oraz wczesne ostrzeganie przed pociskami.

### Mobilny internet satelitarny
W przyszłości T-Mobile US oraz SpaceX będą współpracować w celu dodania możliwości satelitarnych usług komórkowych do satelitów Starlink. Zapewni to zasięg telefonii komórkowej w martwych strefach w całych Stanach Zjednoczonych, wykorzystując istniejące pasmo PCS należące do T-Mobile. Obsługa sieci komórkowej rozpocznie się od wiadomości tekstowych, by później rozszerzyć się o rozmowy telefoniczne i ograniczone usługi transmisji danych, przy czym pierwsze testy mają rozpocząć się w 2024 roku. T-Mobile planuje łączyć się z satelitami Starlink za pośrednictwem istniejących telefonów komórkowych 4G i LTE, w przeciwieństwie do telefonów satelitarnych, które wykorzystywały specjalne radia, modemy i anteny do łączenia się z satelitami znajdującymi się na wyższych orbitach. Przepustowość ma zostać ograniczona do 2 do 4 Mb/s. Pierwsze sześć satelitów obsługujących satelitarne usługi komórkowe zostały rozmieszczone 2 stycznia 2024 roku.

## Wpływ na astronomię
Planowana duża liczba sztucznych satelitów spotkała się z krytyką ze strony społeczności astronomicznej z powodu obaw o zanieczyszczenie świetlne. Astronomowie twierdzą, że ich jasność zarówno w zakresie fal optycznych, jak i radiowych, będzie miała poważny wpływ na obserwacje naukowe. Międzynarodowa Unia Astronomiczna, National Radio Astronomy Observatory i Square Kilometre Array Organization wydały oficjalne oświadczenia wyrażające zaniepokojenie w tej sprawie. Ostatnie badania dowiodły, że „niezamierzone promieniowanie elektromagnetyczne” wpływa na radioteleskopy, powodując zniekształcenia i nadmierny hałas.

### Zakłócenia optyczne

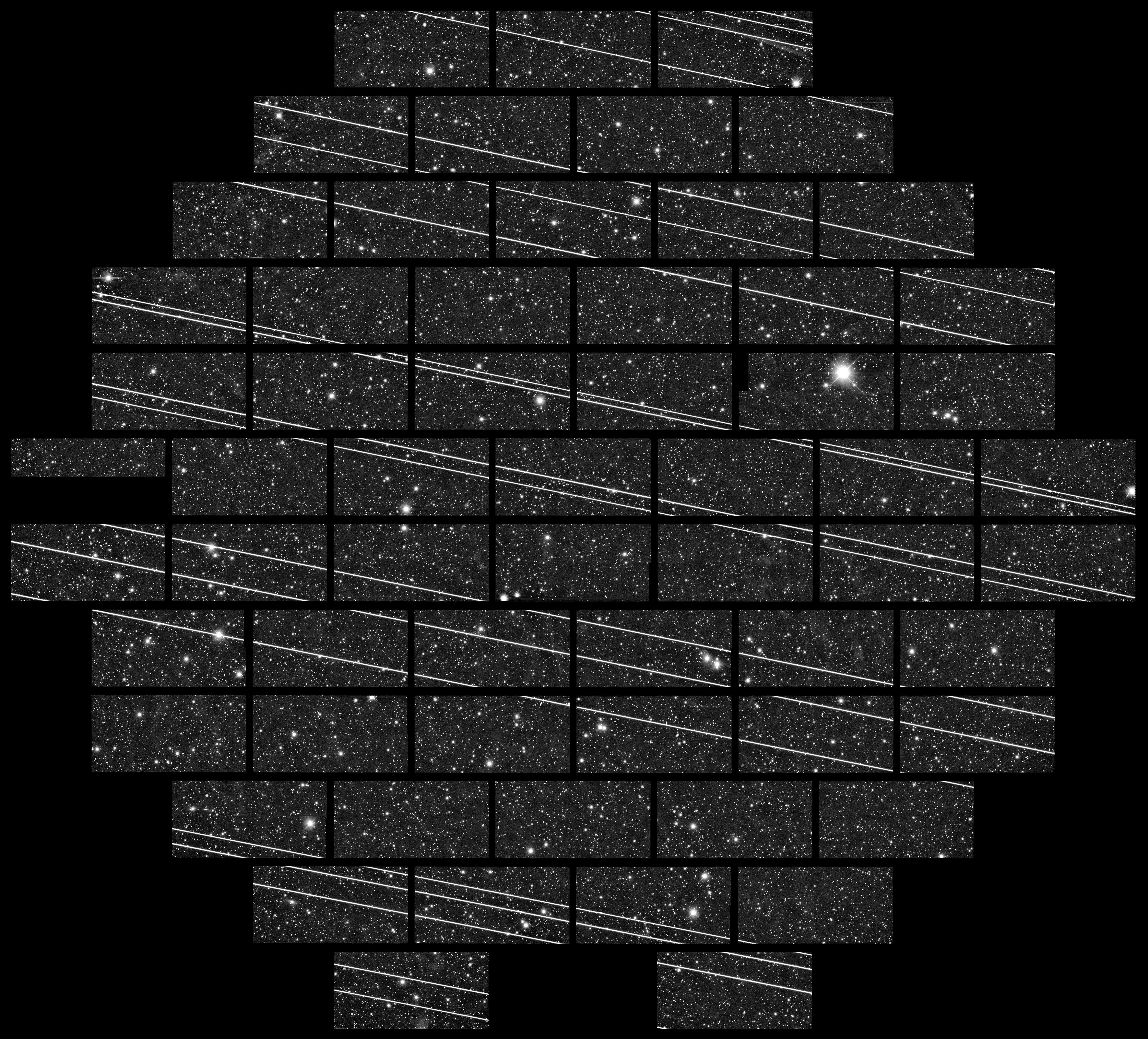
Zanieczyszczenie sygnałem widoczne na 333-sekundowym zdjęciu wykonanym z teleskopu Blanco w Międzyamerykańskim Obserwatorium Cerro Tololo w listopadzie 2019 roku

Przedstawiciele SpaceX i Elon Musk twierdzili, że satelity będą miały minimalny wpływ, który można łatwo złagodzić poprzez maskowanie pikseli i zastosowanie interferometrii plamkowej, jednakże profesjonalni astronomowie zakwestionowali te twierdzenia, opierając się na wstępnych obserwacjach satelitów Starlink v0.9 podczas ich pierwszego startu oraz krótko po ich rozmieszczeniu. W późniejszych oświadczeniach na portalu serwisie społecznościowym X, Elon Musk stwierdził, że SpaceX będzie pracować nad zmniejszeniem albedo satelitów i zapewni dostosowanie orientacji satelitów na żądanie dla eksperymentów astronomicznych, jeśli zajdzie taka potrzeba. Jeden z satelitów Starlink (Starlink 1130 / DarkSat) został wystrzelony z eksperymentalną powłoką zmniejszającą jego albedo. Pomimo zastosowania tych środków astronomowie odkryli, że satelity były nadal zbyt jasne.

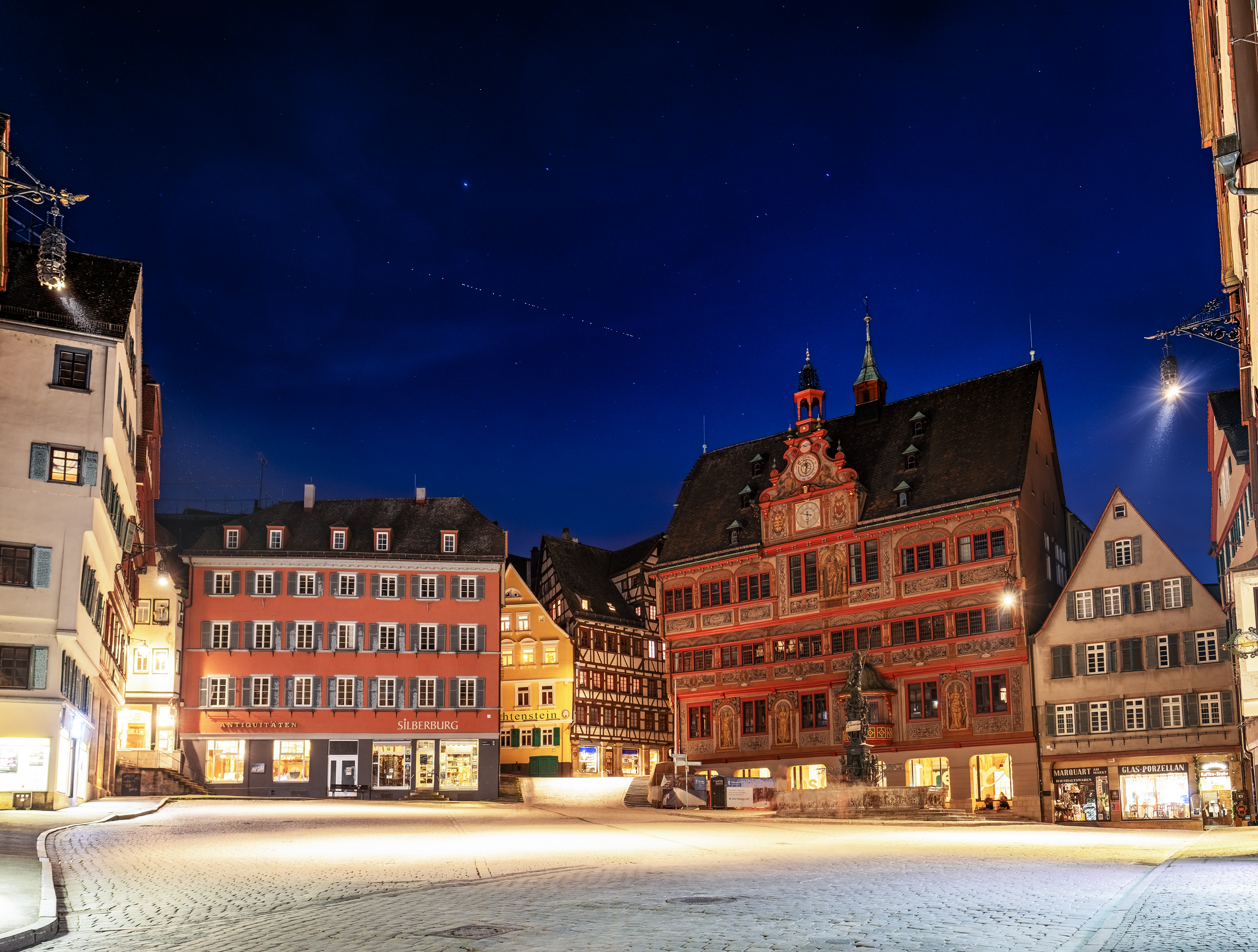
Starlink nad Tybingą w Niemczech

17 kwietnia 2020 roku SpaceX napisało w zgłoszeniu do Federalnej Komisji Łączności, że firma przetestuje nowe metody zapobiegania zanieczyszczenia światłem, a także zapewni dostęp do danych śledzenia satelitów dla astronomów, aby móc „lepiej koordynować ich obserwacje z naszymi satelitami”. 27 kwietnia 2020 roku Elon Musk ogłosił, że SpaceX wprowadzi nową osłonę przeciwsłoneczną zaprojektowaną w celu zmniejszenia jasności satelitów należących do konstelacji Starlink. Do 15 października 2020 roku ponad 200 satelitów Starlink posiadało osłonę przeciwsłoneczną, a analiza z października 2020 roku wykazała, że są one tylko nieznacznie słabsze niż testowany DarkSat. Badanie ze stycznia 2021 roku wykazało jasność na poziomie 31% względem pierwotnego projektu.
W lutym 2022 roku Międzynarodowa Unia Astronomiczna utworzyła centrum, które ma pomóc astronomom w radzeniu sobie z negatywnymi skutkami konstelacji satelitarnych, takich jak Starlink. W czerwcu 2022 roku Międzynarodowa Unia Astronomiczna opublikowała stronę internetową dla astronomów, która umożliwia astronomom śledzenie satelitów w celu ich unikania dla zminimalizowania wpływu na prowadzone obserwacje.

### Zakłócenia radiowe
W październiku 2023 roku badanie opublikowane w „Astronomy and Astrophysics Letters” wykazały, że satelity Starlink „emitowały sygnały radiowe”, stwierdzając, że w miejscu przyszłego Square Kilometer Array emisje radiowe z satelitów Starlink były intensywniejsze niż z jakiegokolwiek naturalnego źródła na niebie. W dokumencie stwierdzono, że emisje te będą „szkodliwe dla kluczowych celów naukowych budowanego Square Kilometer Array bez ich przyszłego złagodzenia”.

## Zwiększone ryzyko zderzenia satelitów
Duża liczba satelitów Starlink może stwarzać długoterminowe zagrożenie śmieciami kosmicznymi w wyniku umieszczenia tysięcy satelitów na orbicie okołoziemskiej, co może skutkować spowodowaniem kolizji, potencjalnie wywołując zjawisko znane jako syndrom Kesslera. SpaceX poinformowało, że większość satelitów jest wystrzeliwana na niższą wysokość, a zużyte satelity mają się samoistnie zdeorbitować w ciągu pięciu lat bez wykorzystywania jakiegokolwiek napędu.
W 2019 roku doszło do sytuacji, w której to SpaceX nie przesunęło satelity Starlink, który miał 1 na 1000 szans na kolizję z satelitą należącym do Europejskiej Agencji Kosmicznej. W rezultacie po raz pierwszy w całej historii Europejskiej Agencji Kosmicznej, agencja była zmuszona do wykonania specjalnego manewru, który pozwolił na uniknięcie kolizji. W 2021 roku chińskie władze złożyły skargę do Organizacji Narodów Zjednoczonych, twierdząc, że stacja kosmiczna Tiangong wykonała manewry wymijające, które pozwoliły na uniknięcie kolizji z satelitami Starlink. W dokumencie stwierdzono, że stale orbitujące satelity Starlink stwarzały ryzyko kolizji, a dwa bliskie spotkania z satelitami mające miejsce w lipcu i październiku 2021 roku stanowiły zagrożenie dla zdrowia i życia tajkonautów przebywających na pokładzie stacji kosmicznej Tiangong.
Wszystkie te kwestie, a także obecne plany rozbudowy konstelacji Starlink, zmotywowały Krajową Administrację Telekomunikacji i Informacji w imieniu NASA i Narodowej Fundacji Nauki do złożenia listu do Federalnej Komisji Łączności w dniu 8 lutego 2022 roku z ostrzeżeniem o potencjalnym wpływie satelitów Starlink na przyszłość niskiej orbity okołoziemskiej i zwiększonym ryzyku kolizji oraz wpływie na misje naukowe, startów rakiet nośnych oraz wpływie na Międzynarodową Stację Kosmiczną.